# Medius Klinik Kirchheim
Die medius Klinik Kirchheim ist ein mittelgroßes Allgemeinkrankenhaus an der Eugenstraße 3 in Kirchheim unter Teck, Landkreis Esslingen. Träger ist Medius Kliniken. Das Krankenhaus steht in einem Klinikverbund mit der medius Klinik in Nürtingen und der Paracelsus-Klinik in Ostfildern-Ruit.

## Ausstattung
Das Haus verfügt über 450 Betten in 9 Fachabteilungen. Zum Personal zählen 104 Ärzte.

## Geschichte
Ab 1948 wurde auch die Geburtsmedizin angeboten. 2010 erfolgte ein Neubau. 2014 übernahm das Haus die letzten Patienten der Psychiatrie des Krankenhauses des Johanniterordens in Plochingen. Der Erweiterungsbau für die Psychiatrie wurde am 18. Januar 2017 von Minister Manne Lucha eingeweiht. Anfang 2023 wurden im neuen Bettentrakt 72 weitere Betten bereitgestellt. Zum 31. März 2025 schloss die Kassenärztliche Vereinigung Baden-Württemberg (KVBW) ihre Notfallpraxis an der Klinik.